# NGC 5455
NGC 5455 је део галаксије (на пример сјајан HII регион) у сазвежђу Велики медвед која се налази на NGC листи објеката дубоког неба.
Деклинација објекта је + 54° 14' 27" а ректасцензија 14h 3m 1,0s. Привидна величина (магнитуда) објекта NGC 5455 износи 13,1.